# Artur Nikodem
Artur Nikodem (Trento, 6 de febrero de 1870 - Innsbruck, 10 de febrero de 1940) fue un pintor y fotógrafo austriaco.

## Vida y obra
Nikodem era hijo del oficial austriaco Hugo Nikodem, que estaba destinado en Trento, y de Luisa de Bonamico, que procedía de la nobleza veneciana. De 1885 a 1888, cursó los estudios secundarios en un instituto de Innsbruck; a continuación, en contra de la voluntad de sus padres, fue a la Academia de Bellas Artes de Múnich para estudiar con Franz von Defregger y Wilhelm von Kaulbach, pero sobre todo estudió las obras presentes en la Gliptoteca y en la Pinacoteca. Los años siguientes estudió en Milán con Campestrini y en Florencia. Cuando realizaba el servicio militar en la marina, conoció la cuenca del Mediterráneo hasta Egipto. En 1892 estuvo viviendo en París, donde ahondó en las corrientes artísticas de la época y las posibilidades de la libertad artística. 
Tras la muerte de su padre en 1892, entró en el servicio postal nacional y, en 1893, se fue a vivir a Merano, donde pasó 14 años. Allí ingresó en la Asociación de Artistas de Merano fundada aproximadamente en 1903 y participó en sus exposiciones con regularidad. 
En 1908, volvió con su familia a Innsbruck, donde permaneció hasta su muerte. Allí trabajó como artista autónomo tras jubilarse de manera anticipada en 1920. En los años 20, realizó varias exposiciones de gran éxito tanto dentro como fuera del país. En la época del nazismo, fue excluido de distintas asociaciones de artistas; el Estado confiscó 14 de sus obras expuestas en las Colecciones de la Ciudad por ser consideradas "arte degenerado". Parte de sus obras fueron destruidas en Núremberg. Cuando regresó a Austria, solo pudo practicar su pasión por la pintura de manera privada y sin la posibilidad de exponer sus obras. A continuación, Nikodem se adhirió al movimiento de “la emigración interior”, y solo sus más allegados tuvieron la posibilidad de ver su trabajo.
Una de las calles del barrio de Innsbruck, Arzl, lleva su nombre.

## Trabajos como fotógrafo

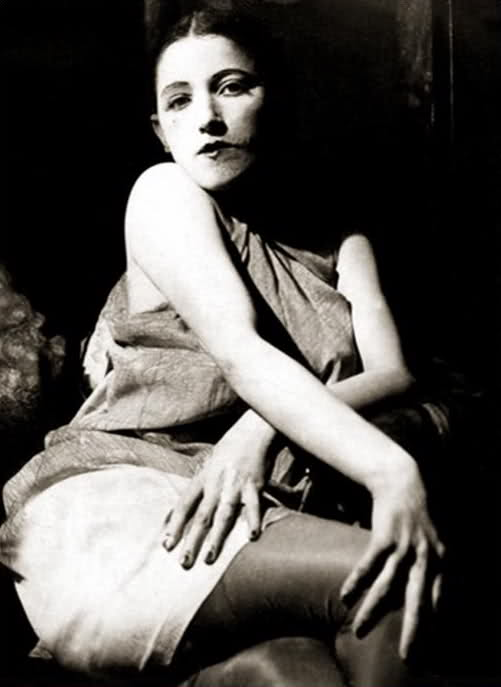
Barbara, sentada en un sillón, 1930

Nikodem también se dedicó a la fotografía. A día de hoy, aún se dedican importantes exposiciones de arte a sus fotografías en Nueva York, Múnich o Bochum.
Las fotografías de Nikodem pueden clasificarse en dos categorías. La primera abarca las fotografías que contienen motivos orientales (1916-18), inspiradas en su estancia en Turquía, donde trabajó como telegrafista al servicio del Imperio austrohúngaro. El otro tema por el que Nikodem sentía gran fascinación era la fotografía de las mujeres de su vida: sus numerosas parejas y amantes que eran generalmente mucho más jóvenes que él.
Nikodem realizó sus primeras fotografías en Bulgaria en 1914, seguidas por las más de 200 que fueron tomadas en Turquía. Posteriormente, realizó otras fotografías durante sus frecuentes excursiones a pie por el Tirol. Su trayectoria estuvo marcada por espectaculares fotografías de montañas, pero también por instantáneas de obras arquitectónicas de Innsbruck e imágenes de Múnich, donde realizó una breve serie de fotografías del parque zoológico de Hellabrunn. Otra área temática de la fotografía que exploró Nikodem fueron los bodegones, la naturaleza muerta, por ejemplo, la obra "Vase/Vogel/Feder" (Jarrón/Pájaro/Pluma). Los retratos de su segunda esposa, Barbara, se hicieron especialmente famosos, la inmortalizó en obras como "Vamp" (Vampiresa), “Strickende Hausfrau” (Ama de casa haciendo punto), “Barbara mit Orange” (Barbara con una naranja) o “Barbara in Männerkleidern mit Krawatte” (Barbara vestida de hombre con corbata).
En 2002 sus fotografías se exhibieron en la Robert Mann Gallery de Nueva York; su bisnieto, Martin Krulis, fundó en 2010 en el municipio de Mutters un museo dedicado al propio artista, el "Nikodem-Museum", en el que  se exponen muchas de sus fotografías.

## Trascendencia

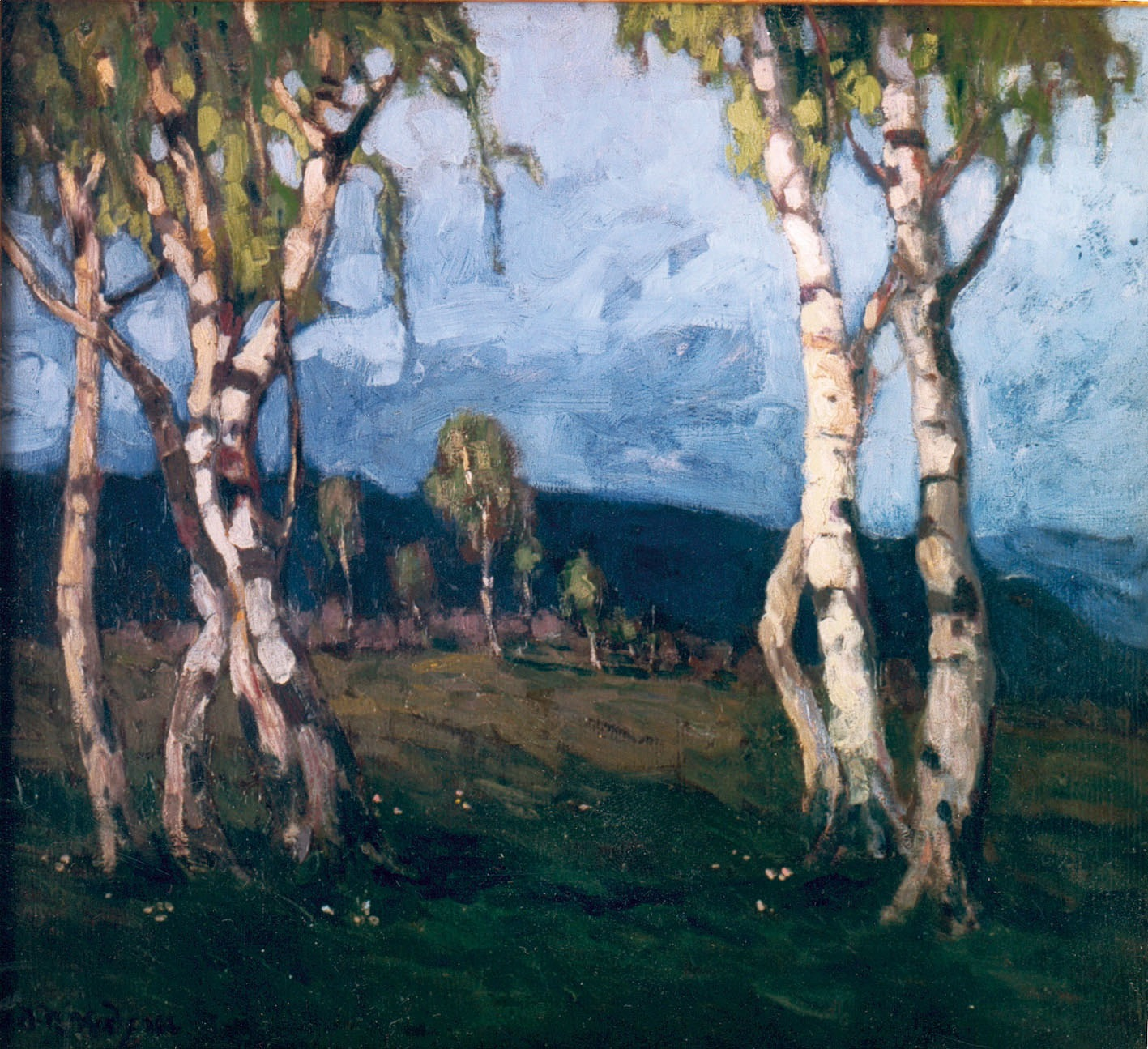
Paisaje con abedules, 1925

La obra de Nikodem es un componente importante del movimiento modernista del Tirol durante el periodo de entreguerras, marcado por el análisis de las nuevas corrientes provenientes de Múnich, y al mismo tiempo ligado a la tradición paisajística tirolesa. También encontramos raíces de su pintura en diversos movimientos artísticos del siglo XIX y en la Secesión de Viena. Según Gert Ammann, "su obra comienza impasible a la pintura de historia y a la pintura de género de Múnich; se nutre mucho más de sus cortas estancias en París, donde se inspira en la pintura de Cézanne y Rodin. Entorno al año 1913, encontró el elemento decorativo del arte de la Secesión de Viena en las perspectivas impresionistas que se sucedieron: el sujeto erótico que florecía. […] En los años veinte, en algunas de sus fases, se inspira en el Expresionismo de Albin Egger-Lienz". 
Cabe mencionar en particular sus representaciones de paisajes de extensas áreas del sur y del norte del Tirol. Un rasgo distintivo eran sus numerosas representaciones de abedules, obras cargadas de simbolismo. Albin Egger-Lienz y Alfons Walde fueron sus compañeros en su trayectoria.
Peter Weiermair comentó sobre su trabajo fotográfico:
"Las fotografías de Artur Nikodem representan un descubrimiento, aquello que en la pintura se transforma a través del medio y se convierte en realidad trascendente, es decir, en pintura, en la fotografía se hace presente en el tiempo con mayor intensidad de los objetos y los cuerpos”.

## Obras (Selección)
- "Die Naviser Bäuerin" (La campesina de Navistal)
- "Die Heuträger" (Los portadores de heno)
- "Waldrand am Tummelplatz" (El borde del bosque en la plaza Tummelplatz), 1911
- "Basilika Wilten" (Basílica de Wilten), 1913
- "Umarmung" (Abrazo), 1921
- "Berglandschaft mit Birken" (Paisaje montañoso con abedules), 1924
- "Birken am Hang" (Abedules en la colina)
- "Birken" (Abedules), aprox. 1935